# 村上健治
村上 健治（むらかみ けんじ、1947年8月17日 - ）は日本の経営者。大和物流・ダイワラクダ工業代表取締役会長、大和ハウス工業元代表取締役副会長・社長。血液型A型。

## 略歴
- 1947年（昭和22年） 愛媛県新居浜市生まれ
- 1966年（昭和41年） 愛媛県立新居浜西高等学校卒業[1]
- 1970年（昭和45年） 立命館大学産業社会学部卒業、大和ハウス工業入社（岡山支店住宅営業課）
- 1985年（昭和60年） 高知営業所「所長
- 1988年（昭和63年） 山口支店支店長
- 1991年（平成3年） 広島支店支店長
- 1997年（平成9年） 取締役
- 2000年（平成12年） 常務取締役
- 2001年（平成13年） 専務取締役
- 2004年（平成16年） 代表取締役社長
- 2011年（平成23年） 代表取締役副会長
- 2012年（平成24年） 代表取締役副会長を退任。子会社の大和物流およびダイワラクダ工業代表取締役会長
- 2013年（平成25年） 立命館大学校友会長
- 2016年（平成28年） 住友ゴム工業取締役

## 人物
京都の大学に通う姉を訪ねたことがきっかけで立命館大学が気に入り受験。学生運動の盛んな時期だったが運動には参加せず、遊びや読書に熱中。卒業と同時に大和ハウス工業に入社。東京配属が決まっていたものの、なるべく母親のそばにいてやりたいと岡山勤務を直訴して認められた。
池波正太郎のファンで、自称「鬼平犯科帳マニア」。好きな言葉は「心豊かにたくましく」。座右の銘は「人間万事塞翁が馬」。